# Campeonato Mundial de Voleibol Femenino Sub-20 de 2001
El XI Campeonato Mundial de Voleibol Femenino Sub-20 se celebró en República Dominicana del 1 de septiembre al 9 de septiembre de 2001. Fue organizado por la Federación Internacional de Voleibol. El campeonato se jugó en la subsede de Santo Domingo.

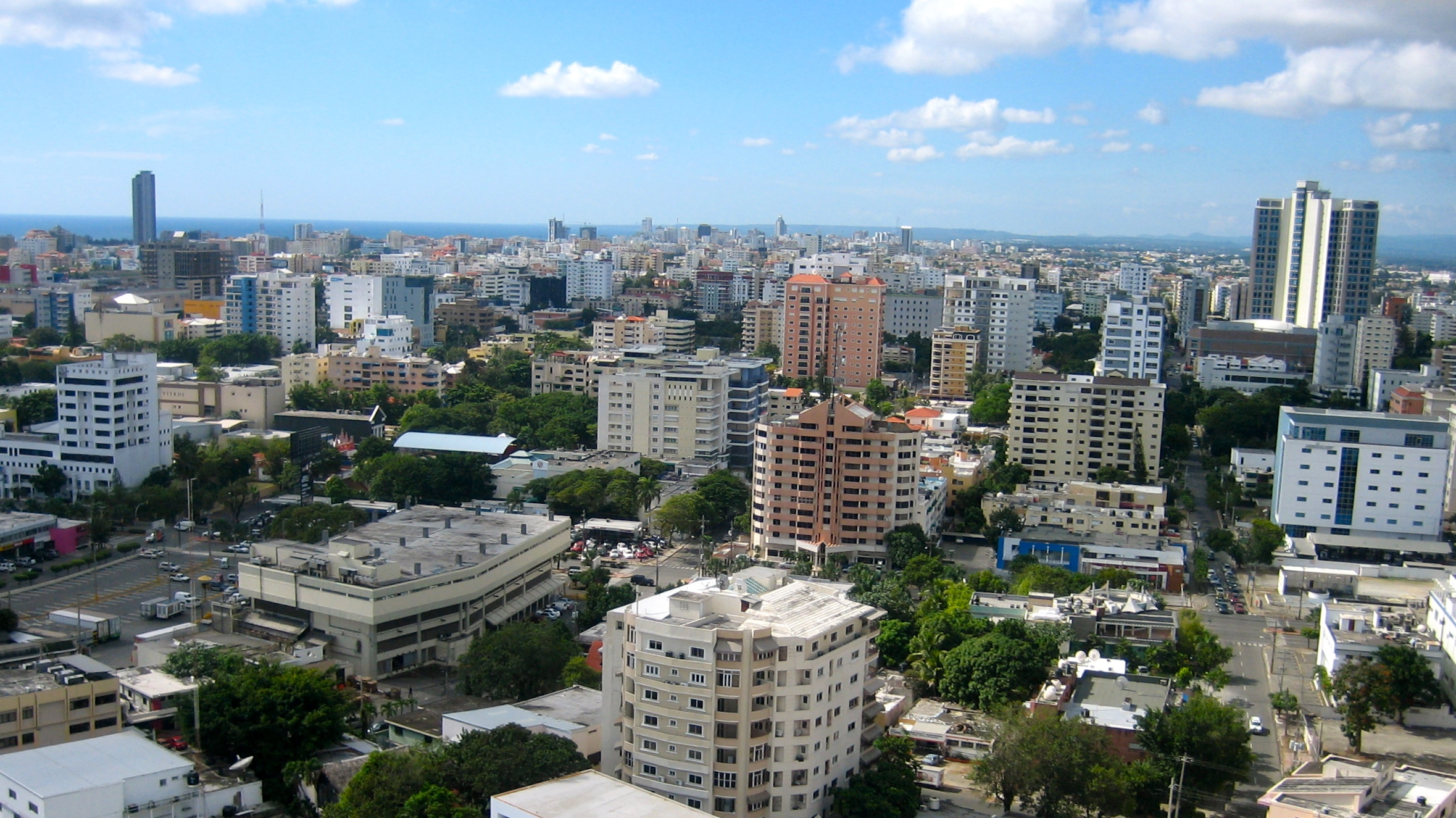
Santo Domingo Sede del XI Campeonato Mundial de Voleibol Femenino Sub-20

## Equipos participantes
| Grupo A              | Grupo B   | Grupo C         | Grupo D      |
| -------------------- | --------- | --------------- | ------------ |
| Italia               | Croacia   | Alemania        | China        |
| Argelia              | Argentina | Brasil          | Korea        |
| República Dominicana | Cuba      | República Checa | Polonia      |
| Venezuela            | Turquía   | Estados Unidos  | China Taipéi |

## Primera fase

### Grupo A

#### Clasificación
| Pos | Equipo               | PJ | PG | PP | SF | SC | PTS |
| --- | -------------------- | -- | -- | -- | -- | -- | --- |
| 1   | Italia               | 3  | 3  | 0  | 9  | 0  | 6   |
| 2   | República Dominicana | 3  | 2  | 1  | 6  | 4  | 5   |
| 3   | Argelia              | 3  | 1  | 2  | 3  | 7  | 4   |
| 4   | Venezuela            | 3  | 0  | 3  | 2  | 9  | 3   |

#### Resultados
| Fecha    | Encuentro                     | Resultado | Set   | Set   | Set   | Set   | Set | Puntuación total |
| Fecha    | Encuentro                     | Resultado | 1     | 2     | 3     | 4     | 5   | Puntuación total |
| -------- | ----------------------------- | --------- | ----- | ----- | ----- | ----- | --- | ---------------- |
| 01-09-01 | Venezuela - Italia            | 0-3       | 14-25 | 15-25 | 18-25 |       |     | 47-75            |
| 01-09-01 | Rep. Dominicana - Argelia     | 3-0       | 25-16 | 25-16 | 25-20 |       |     | 75-52            |
| 02-09-01 | Argelia - Venezuela           | 3-1       | 10-25 | 25-20 | 25-13 | 25-21 |     | 85-79            |
| 02-09-01 | República Dominicana - Italia | 0-3       | 17-25 | 19-25 | 11-25 |       |     | 47-75            |
| 03-09-01 | Italia - Argelia              | 3-0       | 25-07 | 25-13 | 25-06 |       |     | 75-26            |
| 03-09-01 | Rep. Dominicana - Venezuela   | 3-1       | 25-19 | 25-17 | 18-25 | 25-21 |     | 93-82            |

### Grupo B

#### Clasificación
| Pos | Equipo    | PJ | PG | PP | SF | SC | PTS |
| --- | --------- | -- | -- | -- | -- | -- | --- |
| 1   | Turquía   | 3  | 3  | 0  | 9  | 4  | 5   |
| 2   | Croacia   | 3  | 2  | 1  | 8  | 4  | 5   |
| 3   | Argentina | 3  | 1  | 2  | 4  | 8  | 5   |
| 4   | Cuba      | 3  | 0  | 3  | 4  | 9  | 3   |

#### Resultados
| Fecha    | Encuentro           | Resultado | Set   | Set   | Set   | Set   | Set   | Puntuación total |
| Fecha    | Encuentro           | Resultado | 1     | 2     | 3     | 4     | 5     | Puntuación total |
| -------- | ------------------- | --------- | ----- | ----- | ----- | ----- | ----- | ---------------- |
| 01-09-01 | Croacia - Argentina | 3-1       | 20-25 | 25-12 | 25-17 | 25-21 |       | 95-75            |
| 01-09-01 | Turquía - Cuba      | 3-2       | 19-25 | 22-25 | 25-23 | 28-26 | 15-10 | 101-101          |
| 02-09-01 | Turquía - Argentina | 3-0       | 25-18 | 25-19 | 25-22 |       |       | 75-59            |
| 02-09-01 | Cuba - Croacia      | 1-3       | 23-25 | 22-25 | 25-23 | 15-25 |       | 85-95            |
| 03-09-01 | Turquía - Croacia   | 3-2       | 26-24 | 17-25 | 25-19 | 22-25 | 15-13 | 105-106          |
| 03-09-01 | Argentina - Cuba    | 3-2       | 25-23 | 23-25 | 17-25 | 25-16 | 15-11 | 105-100          |

### Grupo C

#### Clasificación
| Pos | Equipo          | PJ | PG | PP | SF | SC | PTS |
| --- | --------------- | -- | -- | -- | -- | -- | --- |
| 1   | Brasil          | 3  | 3  | 0  | 9  | 0  | 6   |
| 2   | Alemania        | 3  | 2  | 1  | 6  | 5  | 5   |
| 3   | República Checa | 3  | 1  | 2  | 5  | 6  | 4   |
| 4   | Estados Unidos  | 3  | 0  | 3  | 0  | 9  | 3   |

#### Resultados
| Fecha    | Encuentro                        | Resultado | Set   | Set   | Set   | Set   | Set   | Puntuación total |
| Fecha    | Encuentro                        | Resultado | 1     | 2     | 3     | 4     | 5     | Puntuación total |
| -------- | -------------------------------- | --------- | ----- | ----- | ----- | ----- | ----- | ---------------- |
| 01-09-01 | Estados Unidos - República Checa | 0-3       | 08-25 | 21-25 | 12-25 |       |       | 41-75            |
| 01-09-01 | Brasil - Alemania                | 3-0       | 25-18 | 25-18 | 25-19 |       |       | 75-55            |
| 02-09-01 | Alemania - República Checa       | 3-2       | 25-20 | 25-18 | 13-25 | 24-26 | 15-12 | 102-101          |
| 02-09-01 | Estados Unidos - Brasil          | 0-3       | 09-25 | 16-25 | 22-25 |       |       | 47-75            |
| 03-09-01 | Estados Unidos - Alemania        | 0-3       | 13-25 | 19-25 | 15-25 |       |       | 47-75            |
| 03-09-01 | Brasil - República Checa         | 3-0       | 25-18 | 25-11 | 25-23 |       |       | 75-47            |

### Grupo D

#### Clasificación
| Pos | Equipo       | PJ | PG | PP | SF | SC | PTS |
| --- | ------------ | -- | -- | -- | -- | -- | --- |
| 1   | China        | 3  | 3  | 0  | 9  | 0  | 6   |
| 2   | Korea        | 3  | 2  | 1  | 6  | 3  | 5   |
| 3   | China Taipéi | 3  | 1  | 2  | 3  | 6  | 4   |
| 4   | Polonia      | 3  | 0  | 3  | 0  | 9  | 3   |

#### Resultados
| Fecha    | Encuentro                    | Resultado | Set   | Set   | Set   | Set | Set | Puntuación total |
| Fecha    | Encuentro                    | Resultado | 1     | 2     | 3     | 4   | 5   | Puntuación total |
| -------- | ---------------------------- | --------- | ----- | ----- | ----- | --- | --- | ---------------- |
| 01-09-01 | Polonia - China              | 0-3       | 09-25 | 21-25 | 16-25 |     |     | 46-75            |
| 01-09-01 | China Taipéi - Corea del Sur | 0-3       | 21-25 | 19-25 | 11-25 |     |     | 51-75            |
| 02-09-01 | China - China Taipéi         | 3-0       | 25-17 | 25-19 | 25-21 |     |     | 75-57            |
| 02-09-01 | Corea del Sur - Polonia      | 3-0       | 25-19 | 25-14 | 25-21 |     |     | 75-54            |
| 03-09-01 | China Taipéi - Polonia       | 3-0       | 25-13 | 25-14 | 25-20 |     |     | 75-47            |
| 03-09-01 | China - Corea del Sur        | 3-0       | 25-18 | 25-11 | 25-23 |     |     | 75-52            |

#### Clasificación para la Segunda Fase
| – | Clasificado a cuartos de final.                                 |
| – | Clasificado a las eliminatorias por un pase a cuartos de final. |
| – | Eliminado de la competencia.                                    |

## Segunda fase

### Grupo E
Los campeones de la serie A, B, C y D están clasificados directamente a cuartos de final, se enfrentan por una mejor ubicación. "A" vs "D" / "B" vs "C".

#### Resultados
| Fecha    | Encuentro       | Resultado | Set   | Set   | Set   | Set   | Set   | Puntuación total |
| Fecha    | Encuentro       | Resultado | 1     | 2     | 3     | 4     | 5     | Puntuación total |
| -------- | --------------- | --------- | ----- | ----- | ----- | ----- | ----- | ---------------- |
| 05-09-01 | China - Turquía | 3-1       | 25-16 | 23-25 | 25-13 | 25-15 |       | 98-69            |
| 05-09-01 | Italia - Brasil | 3-2       | 25-27 | 18-25 | 25-20 | 25-23 | 18-16 | 111-111          |

### Grupo F
Los equipos ubicados en la 2ª y 3ª posición se enfrentan en eliminatorias. El equipo ganador pasa a cuartos de final mientras que el equipo que pierde se ubica automáticamente en la posición 9°. 

#### Resultados
| Fase            | Fecha    | Encuentro                        | Resultado | Set   | Set   | Set   | Set   | Set   | Puntuación total |
| Fase            | Fecha    | Encuentro                        | Resultado | 1     | 2     | 3     | 4     | 5     | Puntuación total |
| --------------- | -------- | -------------------------------- | --------- | ----- | ----- | ----- | ----- | ----- | ---------------- |
| Eliminatoria 1° | 05-09-01 | Corea del Sur - República Checa  | 3-2       | 25-27 | 21-25 | 30-28 | 25-18 | 15-10 | 116-108          |
| Eliminatoria 2° | 05-09-01 | Alemania - China Taipéi          | 2-3       | 25-20 | 25-19 | 21-25 | 23-25 | 11-15 | 105-104          |
| Eliminatoria 3° | 05-09-01 | Croacia - Argelia                | 3-0       | 25-15 | 25-14 | 25-17 |       |       | 75-46            |
| Eliminatoria 4° | 05-09-01 | República Dominicana - Argentina | 0-3       | 26-28 | 22-25 | 18-25 |       |       | 66-78            |

## Fase final

### Por el 1° y 3° puesto
|  | Cuartos de final                       | Cuartos de final                       |                                        |        | Semifinales            | Semifinales            |  |  | Final                                  | Final |
|  |                                        |                                        |                                        |        |                        |                        |  |  |                                        |       |
|  | 7 de septiembre - República Dominicana |                                        |                                        |        |                        |                        |  |  |                                        |       |
|  |                                        |                                        |                                        |        |                        |                        |  |  |                                        |       |
|  | Corea del Sur                          | 3                                      |                                        |        |                        |                        |  |  |                                        |       |
|  | Corea del Sur                          | 3                                      | 8 de septiembre - República Dominicana |        |                        |                        |  |  |                                        |       |
|  | Turquía                                | 2                                      |                                        |        |                        |                        |  |  |                                        |       |
|  | Turquía                                | 2                                      | Corea del Sur                          | 3      |                        |                        |  |  |                                        |       |
|  | 7 de septiembre - República Dominicana |                                        | Corea del Sur                          | 3      |                        |                        |  |  |                                        |       |
|  |                                        | Italia                                 | 1                                      |        |                        |                        |  |  |                                        |       |
|  | Italia                                 | Italia                                 | 1                                      | 3      |                        |                        |  |  |                                        |       |
|  | Italia                                 |                                        | 9 de septiembre - República Dominicana | 3      |                        |                        |  |  |                                        |       |
|  | China Taipéi                           | 0                                      |                                        |        |                        |                        |  |  |                                        |       |
|  | China Taipéi                           | 0                                      | Brasil                                 | 3      |                        |                        |  |  |                                        |       |
|  | 7 de septiembre - República Dominicana |                                        | Brasil                                 | 3      |                        |                        |  |  |                                        |       |
|  |                                        | Corea del Sur                          | 0                                      |        |                        |                        |  |  |                                        |       |
|  | Croacia                                | Corea del Sur                          | 0                                      | 0      |                        |                        |  |  |                                        |       |
|  | Croacia                                | 8 de septiembre - República Dominicana |                                        | 0      |                        |                        |  |  |                                        |       |
|  | China                                  | 3                                      |                                        |        |                        |                        |  |  |                                        |       |
|  | China                                  | 3                                      | Brasil                                 | 3      | Tercer y cuarto puesto | Tercer y cuarto puesto |  |  |                                        |       |
|  | 7 de septiembre - República Dominicana |                                        | Brasil                                 | 3      | Tercer y cuarto puesto | Tercer y cuarto puesto |  |  |                                        |       |
|  |                                        | China                                  | 2                                      |        |                        |                        |  |  |                                        |       |
|  | Argentina                              | China                                  | 2                                      | 0      | China                  | 3                      |  |  |                                        |       |
|  | Argentina                              |                                        |                                        | 0      | China                  | 3                      |  |  |                                        |       |
|  | Brasil                                 | 3                                      |                                        | Italia | 0                      |                        |  |  |                                        |       |
|  | Brasil                                 | 3                                      |                                        |        | 0                      |                        |  |  |                                        |       |
|  |                                        |                                        |                                        |        |                        |                        |  |  | 9 de septiembre - República Dominicana |       |
|  |                                        |                                        |                                        |        |                        |                        |  |  |                                        |       |

### Cuartos de final
| Fecha    | Encuentro               | Resultado | Set   | Set   | Set   | Set   | Set   | Puntuación total |
| Fecha    | Encuentro               | Resultado | 1     | 2     | 3     | 4     | 5     | Puntuación total |
| -------- | ----------------------- | --------- | ----- | ----- | ----- | ----- | ----- | ---------------- |
| 07-09-01 | Corea del Sur - Turquía | 3-2       | 21-25 | 25-19 | 25-22 | 20-25 | 15-11 | 106-102          |
| 07-09-01 | Italia - China Taipéi   | 3-0       | 25-23 | 25-20 | 25-17 |       |       | 75-60            |
| 07-09-01 | Croacia - China         | 0-3       | 22-25 | 18-25 | 16-25 |       |       | 56-75            |
| 07-09-01 | Argentina - Brasil      | 0-3       | 19-25 | 18-25 | 13-25 |       |       | 50-75            |

### Semifinales
| Fecha    | Encuentro              | Resultado | Set   | Set   | Set   | Set   | Set   | Puntuación total |
| Fecha    | Encuentro              | Resultado | 1     | 2     | 3     | 4     | 5     | Puntuación total |
| -------- | ---------------------- | --------- | ----- | ----- | ----- | ----- | ----- | ---------------- |
| 08-09-01 | Corea del Sur - Italia | 3-1       | 17-25 | 25-22 | 25-22 | 30-28 |       | 97-97            |
| 08-09-01 | Brasil - China         | 3-2       | 25-12 | 18-25 | 25-21 | 23-25 | 15-08 | 106-101          |

### 3° Puesto
| Fecha    | Encuentro      | Resultado | Set   | Set   | Set   | Set | Set | Puntuación total |
| Fecha    | Encuentro      | Resultado | 1     | 2     | 3     | 4   | 5   | Puntuación total |
| -------- | -------------- | --------- | ----- | ----- | ----- | --- | --- | ---------------- |
| 09-09-01 | China - Italia | 3-0       | 26-24 | 25-22 | 25-22 |     |     | 76-68            |

### 1° Puesto
| Fecha    | Encuentro              | Resultado | Set   | Set   | Set   | Set | Set | Puntuación total |
| Fecha    | Encuentro              | Resultado | 1     | 2     | 3     | 4   | 5   | Puntuación total |
| -------- | ---------------------- | --------- | ----- | ----- | ----- | --- | --- | ---------------- |
| 09-09-01 | Brasil - Corea del Sur | 3-0       | 25-16 | 25-18 | 25-13 |     |     | 75-67            |

### Por el 5° y 7º puesto
|  | Semifinales 5° - 7° | Semifinales 5° - 7° |   |         | 5º puesto    | 5º puesto |  |
|  |                     |                     |   |         |              |           |  |
|  |                     |                     |   |         |              |           |  |
|  |                     |                     |   |         |              |           |  |
|  | Croacia             | 3                   |   |         |              |           |  |
|  | Argentina           | 1                   |   |         |              |           |  |
|  |                     |                     |   |         |              |           |  |
|  |                     |                     |   |         |              |           |  |
|  |                     |                     |   |         | China Taipéi | 0         |  |
|  |                     | Croacia             | 3 |         |              |           |  |
|  |                     |                     |   |         |              |           |  |
|  |                     |                     |   |         |              |           |  |
|  |                     |                     |   |         | 7º puesto    |           |  |
|  |                     |                     |   |         |              |           |  |
|  | China Taipéi        | 3                   |   | Turquía | 0            |           |  |
|  | Turquía             | 0                   |   |         | Argentina    | 3         |  |

### Clasificación 5°-8°
| Fecha    | Encuentro              | Resultado | Set   | Set   | Set   | Set   | Set | Puntuación total |
| Fecha    | Encuentro              | Resultado | 1     | 2     | 3     | 4     | 5   | Puntuación total |
| -------- | ---------------------- | --------- | ----- | ----- | ----- | ----- | --- | ---------------- |
| 08-09-01 | Argentina - Croacia    | 1-3       | 22-25 | 25-23 | 20-25 | 23-25 |     | 90-98            |
| 08-09-01 | China Taipéi - Turquía | 3-0       | 25-19 | 25-11 | 25-23 |       |     | 75-53            |

### Clasificación 7°
| Fecha    | Encuentro           | Resultado | Set   | Set   | Set   | Set | Set | Puntuación total |
| Fecha    | Encuentro           | Resultado | 1     | 2     | 3     | 4   | 5   | Puntuación total |
| -------- | ------------------- | --------- | ----- | ----- | ----- | --- | --- | ---------------- |
| 10-09-01 | Turquía - Argentina | 0-3       | 23-25 | 16-25 | 25-27 |     |     | 64-77            |

### Clasificación 5°
| Fecha    | Encuentro              | Resultado | Set   | Set   | Set   | Set | Set | Puntuación total |
| Fecha    | Encuentro              | Resultado | 1     | 2     | 3     | 4   | 5   | Puntuación total |
| -------- | ---------------------- | --------- | ----- | ----- | ----- | --- | --- | ---------------- |
| 10-09-01 | China Taipéi - Croacia | 0-3       | 15-25 | 15-25 | 21-25 |     |     | 51-75            |

## Podio
| Brasil    |
| 3º Título |
| Brasil    |

## Clasificación general
| Pos | Equipo                                                |
| --- | ----------------------------------------------------- |
| 1   | Brasil                                                |
| 2   | Korea                                                 |
| 3   | China                                                 |
| 4   | Italia                                                |
| 5   | Croacia                                               |
| 6   | China Taipéi                                          |
| 7   | Argentina                                             |
| 8   | Turquía                                               |
| 9   | Alemania Argelia República Checa República Dominicana |
| 13  | Cuba Estados Unidos Polonia Venezuela                 |

## Distinciones individuales
| - Most Valuable Player - Jaqueline Carvalho (BRA) - Mejor Anotadora - Han Yoo-mi (KOR) - Mejor Atacante - Liu Xiaojia (CHN) - Mejor Bloqueadora - Dragana Marinkovic (CRO) | - Mejor Sacadora - Bai Yun (CHN) - Mejor Armadora - Zhou Yuenan (CHN) - Mejor Recepción - Kou Nai Han (TPE) - Mejor Defensa - Sandra Ferrero (ARG) |

| Predecesor: Canadá 1999 | Campeonato Mundial de Voleibol Femenino Sub-20 República Dominicana 2001 | Sucesor: Tailandia 2003 |

- Datos: Q2954070